# Dole Racing
Dole Racing, por motivos de patrocinio Coiro Competición, es una escudería de automovilismo creada por los hermanos Marcos y Mario Jakos y que tomó relevancia en el automovilismo de la Argentina desde el año 2009, con su incursión en el Turismo Carretera.
El nombre original de esta escudería fue puesto por estos hermanos en homenaje a la ciudad eslovena de Dole, de la cual son oriundos los padres de estos preparadores. Su aparición en el TC se vio beneficiada luego del recorte reglamentario que realizara la Asociación Corredores de Turismo Carretera a las escuderías más grandes, dando lugar a otras escuderías con menor poderío.
Es una de las pocas escuderías que poseen el honor de haber obtenido el título de campeón en por lo menos tres de las cuatro divisionales de la Asociación Corredores de Turismo Carretera, habiendo sido campeón de Turismo Carretera, TC Pista y TC Mouras, de la mano de los pilotos Guillermo Ortelli (2011), Camilo Echevarría (2014) y Julián Santero (2015), todos al comando de unidades Chevrolet Chevy.
A la par de sus incursiones en las divisionales de ACTC, tuvo también una incursión en el año 2010 en la divisional Top Race V6, poniendo en pista una unidad Mercedes-Benz C-203 para el piloto Germán Giles.

## Historia reciente
Luego de la polémica definición del título de campeón de Turismo Carretera en el año 2008, la Asociación Corredores de Turismo Carretera (entidad encargada de la fiscalización de las competencias de TC) resolvió a final de año un recorte en la participación de las escuderías participantes, limitando el cupo a tres autos siendo estos dos de la misma marca y el restante, de una marca que no rivalice directamente.
Además de cortar con la convivencia de pilotos de Chevrolet y Ford bajo un mismo techo, esta decisión acotó el trabajo de las llamadas escuderías fuertes (como JP Racing o HAZ Racing Team) y posibilitó la llegada de otras estructuras jóvenes, pero con figuras convocantes. En este contexto, fue que hicieron su aparición los hermanos Marcos y Mario Jakos, quienes aprovecharon este beneficio para montar su propia escudería en el TC: Fue el nacimiento del Dole Racing.
La escudería arrancó desde el vamos mostrando un potencial muy grande merced a las contrataciones realizadas para ese año. Sus primeros tres pilotos fueron Carlos Okulovich y Rafael Morgenstern con Torino Cherokee y el flamante campeón de TC Pista, Agustín Canapino con Chevrolet Chevy. Fue gracias a este último que la escudería demostró fortaleza desde la primera competencia, habiéndose llevado tres podios a lo largo del año, e ingresado a la fase de Play Off para definir al campeón del TC y ganador de la Copa de Oro "Río Uruguay Seguros". Finalmente, Canapino finalizaría el año en el undécimo lugar manteniéndose entre los 12 primeros.
Ese mismo año, la escudería decidió entrar en dos frentes a la vez. Además del Turismo Carretera, el Dole Racing anunció su desembarco en el Top Race V6, contratando como piloto principal al sanjuanino Henry Martin y sumando más tarde al piloto Ricardo De Giusti. El año experimental, no tuvo resultados relevantes, por lo que se decidió reparar todo para la Temporada 2010.
El inicio de la Temporada 2010 de Top Race arrancó con la disputa de la Copa América 2010 en su primer semestre, con seis carreras en el calendario. Para este Torneo, el Dole Racing contrató al campeón 2009 del Top Race Junior, Germán Giles y a Ricardo De Giusti como pilotos para sus unidades. En tanto que para el TC, logró tejer una alianza comercial con el equipo Vassalli Competición, el cual patrocinó hasta el año 2009 al equipo JC Competición y a su piloto estrella Matías Rossi. La alianza incluyó también la contratación de Rossi para el equipo Dole, quien en este año fue acompañado por el piloto Federico Alonso, uno de los ascendidos del TC Pista 2009. Además, en el TC Pista se agregó la contratación del piloto Ricardo De Giusti, el mismo del TRV6, a bordo de un Torino Cherokee.
El balance del año 2010 para el equipo fue ambivalente, ya que en el Top Race sufrieron diferentes recambios de pilotos que no rindieron según las expectativas, ya que una vez finalizada la Copa América 2010, se contrató a Esteban Piccinin en reemplazo de De Giusti, mientras que a fin de año Germán Giles emprendió la partida, siendo convocado como reemplazo el piloto Henry Martin.
Sin embargo, en el Turismo Carretera la realidad fue otra, demostrando por segundo año consecutivo su poderío a pesar de los pocos años que lleva. A través de su piloto Matías Rossi, la escudería quedó a las puertas de alcanzar el campeonato, ganando tres carreras en el calendario y siendo el máximo ganador de la temporada. Sin embargo, el puntaje obtenido por Agustín Canapino y su agónica victoria final, terminaron por contener el festejo por parte del Dole que finalizó el año de manera satisfactoria, y con Rossi en el cuarto puesto de la tabla general.
Para el año 2011, el Dole Racing confirmó la partida de Matías Rossi al JP Racing, llevándose consigo el apoyo de Vassalli Competición. Además, proveniente justamente del JP Racing, fue anunciada la contratación del múltiple campeón Guillermo Ortelli como nuevo volante n.º 1 para el TC y de Sergio Alaux como volante n.º 2, mientras que Ricardo De Giusti, mantuvo en pista su Torino Cherokee en el TC Pista, acompañado por el piloto Emanuel Pérez Bravo, a bordo de un Chevy. Esta temporada tuvo un significado más que importante en la historia del Dole Racing, ya que tras dos años de intenso trabajo terminó entrando en la historia del Turismo Carretera, gracias a la obtención del sexto título personal de su piloto Guillermo Ortelli, logrando a su vez el equipo su ansiado primer título.

## Alineaciones históricas
| Valores    | TC   | TCP  | TCM  | TCPM | TCPK | TCPPK | TN C3 | TRV6 |
| ---------- | ---- | ---- | ---- | ---- | ---- | ----- | ----- | ---- |
| Temporadas | 2008 |      |      |      |      |       |       |      |
| Temporadas | 2009 |      |      |      |      |       |       | 2009 |
| Temporadas | 2010 | 2010 |      |      |      |       |       | 2010 |
| Temporadas | 2011 | 2011 |      |      |      |       |       |      |
| Temporadas | 2012 | 2012 | 2012 |      |      |       |       |      |
| Temporadas | 2013 | 2013 | 2013 | 2013 |      |       |       |      |
| Temporadas | 2014 | 2014 | 2014 | 2014 |      |       |       |      |
| Temporadas | 2015 | 2015 | 2015 | 2015 |      |       |       |      |
| Temporadas | 2016 | 2016 | 2016 | 2016 |      |       |       |      |
| Temporadas | 2017 | 2017 | 2017 | 2017 |      |       |       |      |
| Temporadas | 2018 | 2018 | 2018 | 2018 | 2018 |       |       |      |
| Temporadas | 2019 | 2019 | 2019 | 2019 | 2019 |       |       |      |
| Temporadas | 2020 | 2020 | 2020 | 2020 | 2020 |       |       |      |
| Temporadas | 2021 | 2021 | 2021 | 2021 | 2021 |       |       |      |
| Temporadas | 2022 | 2022 | 2022 | 2022 | 2022 |       | 2022  |      |
| Temporadas | 2023 | 2023 | 2023 | 2023 | 2023 | 2023  | 2023  |      |
| Temporadas | 2024 | 2024 | 2024 | 2024 | 2024 | 2024  | 2024  |      |
| Temporadas | 2025 | 2025 | 2025 | 2025 | 2025 | 2025  | 2025  |      |

## Estadísticas

### Marcas representadas y modelos utilizados
| Turismo Carretera | Turismo Carretera    | Turismo Carretera               | Turismo Carretera | Turismo Carretera |
| Marcas            | Modelos              | Años                            |                   |                   |
| ----------------- | -------------------- | ------------------------------- | ----------------- | ----------------- |
| IKA Torino        | Torino Cherokee      | 2008-2010, 2013 2015-2017, 2019 |                   |                   |
| Chevrolet         | Chevrolet Chevy      | 2009-2024                       |                   |                   |
| Chevrolet         | Chevrolet Camaro ZL1 | 2024-                           |                   |                   |
| Dodge             | Dodge Cherokee       | 2013-2021                       |                   |                   |
| Toyota            | Toyota Camry TC      | 2022-2024                       |                   |                   |
| Toyota            | Toyota Camry TC      | 2025-                           |                   |                   |
| TC Pista          |                      |                                 |                   |                   |
| Marcas            | Modelos              | Años                            |                   |                   |
| IKA Torino        | Torino Cherokee      | 2010-2011                       |                   |                   |
| Chevrolet         | Chevrolet Chevy      | 2011-2014, 2016                 |                   |                   |
| Dodge             | Dodge Cherokee       | 2011, 2014                      |                   |                   |
| Toyota            | Toyota Camry TC      | 2023                            |                   |                   |
| TC Pick Up        |                      |                                 |                   |                   |
| Marcas            | Modelos              | Años                            |                   |                   |
| Ford              | Ford Ranger          | 2018                            |                   |                   |
| Volkswagen        | Volkswagen Amarok    | 2018-                           |                   |                   |
| Toyota            | Toyota Hilux         | 2018-2024                       |                   |                   |
| Toyota            | Toyota Hilux         | 2025-                           |                   |                   |
| Top Race V6       |                      |                                 |                   |                   |
| Marcas            | Modelos              | Años                            |                   |                   |
| Mercedes-Benz     | Mercedes-Benz C-203  | 2009-2010                       |                   |                   |

### Campeonatos logrados
| Título  | Especialidad      | Piloto              | Automóvil         | Año  |
| ------- | ----------------- | ------------------- | ----------------- | ---- |
| Campeón | Turismo Carretera | Guillermo Ortelli   | Chevrolet Chevy   | 2011 |
| Campeón | TC Pista          | Camilo Echevarría   | Chevrolet Chevy   | 2014 |
| Campeón | TC Mouras         | Julián Santero      | Chevrolet Chevy   | 2015 |
| Campeón | TC Pick Up        | Gastón Mazzacane    | Volkswagen Amarok | 2018 |
| Campeón | TC Pick Up        | Mariano Werner      | Toyota Hilux      | 2023 |
| Campeón | TC Pista          | José Hernán Palazzo | Chevrolet Chevy   | 2024 |